# 日本共産党第13回臨時大会
日本共産党第13回臨時大会（にほんきょうさんとうだいじゅうさんかいりんじたいかい）は、1976年7月28日から7月30日に開かれた日本共産党の臨時党大会。
日本共産党が国政での影響力を増し、同時に党の体質にたいする批判も高まる中、同党が「反共攻撃」に対処し「民主連合政府」路線を推し進めていくために開かれた。
大会では、党綱領の「プロレタリアート執権」の用語を使わなくしたことを中心とする綱領の改定と、「自由と民主主義の宣言」を採択して同党が将来にわたって民主主義を擁護することを宣言した。
臨時党大会であったため、中央委員会の選挙はおこなわれなかった。
この臨時党大会にもかかわらず、12月5日の第34回衆議院議員総選挙で同党は38議席から17議席へ大きく後退した。